# Hormathia nodosa
Hormathia nodosa är en havsanemonart som först beskrevs av Fabricii 1780.  Hormathia nodosa ingår i släktet Hormathia och familjen Hormathiidae. Inga underarter finns listade i Catalogue of Life.